# UMKニュースリポート
『UMKニュースリポート』（ユーエムケー ニュースリポート）は、1988年4月18日から1992年3月31日まで4年間、テレビ宮崎で平日夕方6時台に生放送されていたローカルワイドニュース番組である。正式タイトルは『FNN UMKニュースリポート』→『UMKニュースリポート FNN』。

## 放送時間
- 月曜 - 金曜 18:00 - 18:55（1988年4月18日 - 1992年3月31日、日本標準時）。

## 概要
- 1979年10月1日から1988年4月15日まで8年半にお送りした前番組『FNN UMKニュースレポート』のリニューアル版で、同番組から引き続き当時UMKアナウンサーの大野安久と相田久雄と飛松聡子がメインキャスターを務めていた。

- 番組前半ではフジテレビ発の全国ニュース『FNNスーパータイム』を放送し、後半では宮崎県内のローカルニュース・生活情報・スポーツニュース・ビデオリポーター・特集を伝えていた。週末（土曜と日曜）と年末年始には放送が無く、『FNNスーパータイム』が放送されていた。

- 本番組は1992年3月31日放送分をもって同タイトルでの放送を終了し、『FNNスーパータイム』に合わせた番組タイトル枠『UMK FNNスーパータイム』に改めた。

## 歴代ニュースキャスター
| 期間      | 期間       | 男性                   | 男性              | 女性           | 女性     | 女性           | 女性     | 女性     |
| 期間      | 期間       | 月曜日・火曜日・水曜日 | 木曜日・金曜日    | 月曜日・火曜日 | 水曜日   | 木曜日・金曜日 |          |          |
| --------- | ---------- | ---------------------- | ----------------- | -------------- | -------- | -------------- | -------- | -------- |
| 1988.4.18 | 1988.12.30 | 大野安久               | 相田久雄          | 飛松聡子       | 飛松聡子 | 飛松聡子       | 飛松聡子 | 飛松聡子 |
| 1989.1.4  | 1990.9.28  | 相田久雄 南出雅之      | 相田久雄 南出雅之 | 島崎富佐子     | 飛松聡子 | 飛松聡子       |          |          |
| 1990.10.1 | 1991.1.4   | 相田久雄 南出雅之      | 相田久雄 南出雅之 | 飛松聡子       | 飛松聡子 | 島崎富佐子     |          |          |
| 1991.1.7  | 1991.6.28  | 相田久雄 南出雅之      | 相田久雄 南出雅之 | 飛松聡子       | 飛松聡子 | 飛松聡子       |          |          |
| 1991.7.1  | 1992.3.31  | 相田久雄 南出雅之      | 相田久雄 南出雅之 | 尾田孝美       | 尾田孝美 | 尾田孝美       |          |          |

### 補足
- 大野・相田・飛松は前番組『FNN UMKニュースレポート』からの続投。
- 相田・南出・尾田は後番組『UMK FNNスーパータイム』も担当した。
- 島崎富佐子は成井富佐子の旧名にあたる。

## タイトル
- 番組開始から1989年9月29日までは、冒頭のCGのガラスが割れてFNNと表示される部分は『FNNスーパータイム』と共通しているが、タイトルの部分は差し替えで、全国ネットで使われるフラッシュしてタイトル題字→都心のビル群ではなく、お天気カメラの大淀川の生放送映像に同時期の『UMKニュース』のように大きな矢印の真ん中の二重になった横棒の上下にタイトルが表されている。

- 上には「ニュース」と小さいユと長音符の上に四角で囲まれた「UMK」が、下には「リポート」が表示される。音楽は冒頭の部分が無いものを使用し､提供前のジングルはスーパータイムのテーマを低くしたものを使用していた。

- 1989年10月2日からは冒頭からタイトル表示となっていた。タイトル表示は以前と変わらないものの、FNNと表示される部分は画面右下に表示されていた。